# Lucky for Some
Lucky for Some (anche nota, per esteso, come Boy George presents Lucky for Some: A DJ Mix Compilation) è una doppia DJ compilation, pubblicata dall'artista anglo-irlandese Boy George, nel novembre del 2001, su etichetta J-Birds Records. Il primo dei due CD è costituito da un album di tracce mixate tra loro, senza soluzione di continuità, che rientra nella definizione canonica di «DJ compilation», vale a dire un mix propriamente detto; il secondo CD è invece un bonus disc, a tiratura limitata, che contiene, per lo più, brani a cappella ed altri brani cantati supplementari, che non figurano nella prima parte del set.
Ripercorrendo gli 11 anni dell'etichetta personale del neo-DJ, l'ormai storica More Protein (che ripubblicherà la compilation esattamente tredici mesi dopo, nel dicembre del 2002, sulla propria label), Lucky for Some si presenta come una raccolta più o meno omogenea di musica genericamente dance, che alterna momenti più originali ad altri maggiormente derivativi. Il primo CD inizia nel migliore dei modi, con "Aquarius" di Freddy & Herman, caratterizzata da una melodia ipnotica, su cui s'innesta una bella linea vocale, ma la conclusione del disco non soddisfa forse appieno le aspettative, con "Freedom" degli Armchair Resistance, interpretata da Amanda Ghost (recentemente protagonista di un duetto, "Time Machine", che rappresenta una delle ultimissime produzioni più tradizionalmente musicali di Boy in veste di cantante), nonostante la canzone contenga un'aggiunta piuttosto creativa, costituita dalle parole tratte dal classico senza tempo "Motherless Child" (di cui una versione interessante è la cover realizzata dal musicista-compositore dei Depeche Mode, Martin Lee Gore, inserita nel suo primo EP di rivisitazioni di pezzi altrui, Counterfeit EP, del 1989).
Nella parte centrale della compilation, risaltano "Doors to Manual", accreditata a The RAG Dolls («bambole di pezza»; o semplicemente RAG, «straccio» - gran parte dei nomi sono pseudonimi fittizi, che nascondono l'identità di Boy George, sia come solista che assieme a vari altri artisti), connotata da una splendida melodia, e "See Through". Quest'ultima, qui attribuita ad un generico quanto misterioso «CD:UK», rappresenta una versione notevolmente remixata del brano originario, praticamente omonimo, anche se non omografo, dei Culture Club, "See Thru", tratto dall'album della riunione del gruppo, Don't Mind If I Do, del 1999, che non fa che mettere ancora di più in risalto la calda voce soul di Boy George, la quale, rispetto all'originale, ha però subìto un trattamento notevolmente distorto e altrettanto velocizzato, che provoca un effetto generale leggermente comico (sia per il timbro, quasi da avanzamento veloce di un nastro, che per la velocità stessa, che non stonerebbe come colonna sonora di un film di Charlie Chaplin), ma la rende comunque perfetta per lo stile diva house che caratterizza il nuovo mix trasformato.
C'è poi il brano dance rockeggiante, "Liberation", di Lippy Lou, con la cantante che insiste ripetutamente nel testo, continuando ad incitare un giovane represso a un liberatorio coming out: "Come out of the closet boy!" («Forza, ragazzo, esci allo scoperto, dichiara la tua omosessualità!»). E c'è anche "A Kind of Loving", accreditata a «FrostyBoy featuring Eve Gallagher» - nonostante il nome parlante del performer, "ragazzo ghiacciato", si tratta in realtà degli autori originari del pezzo, lo stesso Boy George e Kevan Frost, uno dei più fedeli tra i suoi collaboratori più recenti, con la potente voce della cantante, grande amica del DJ. Anche Eve è già stata l'apprezzata interprete di uno splendido duetto con il Boy in "Spooky Truth" (canzone che doveva dare il titolo al séguito di Cheapness and Beauty, album del 1995, ma che non ha mai visto la luce, a causa della momentanea separazione, all'epoca, tra l'artista e la sua etichetta storica, la Virgin, e che è stata poi inserita su The Unrecoupable One Man Bandit, album del 1999, che ha praticamente preso il posto del mai realizzato Too Spooky), in cui è veramente difficile distinguere le due voci, finché la Gallagher non emette uno dei suoi urli più potenti. In "A Kind of Loving", forte della composizione di un duo collaudato, quale quello formato da Kevan e George, ritmi cadenzati e tracce vocali sovrapposte evidenziano una performance già di per sé tendente al dramma teatrale, completando così un perfetto tormentone da discoteca.
Il «Tomislav Remix» di "Let Love Come Down", attribuito all'ormai misteriosamente usuale Colein (altro pseudonimo di Boy, utilizzato in quasi tutte le sue DJ compilation) presenta invece un testo universale, una melodia trascinante, e una voce che sembra quasi galleggiare a mezz'aria. Al contrario, per quanto riguarda il classico "Generations of Love", dei Jesus Loves You, una delle tracce più remixate della storia, quella personale di Boy George (con tutti i suoi vari pseudonimi) e della musica in generale, il lungo «TimeWriter Remix», qui riproposto in una versione poco più breve (6:48), rispetto a quella, ancora più lunga (8:44), sottotitolata «TimeWriter Bootleg Remix», comparsa nel doppio album raccolta/live, intitolato Greatest Moments - VH1 Storytellers Live, dei Culture Club, del 1998, non è uno dei remix più innovativi, né del brano in particolare, né più in generale, ma decisamente high energy e davvero, letteralmente, molto energico. Quanto invece a "Everything Starts With an E" degli E-Zee Possee, canzone piuttosto controversa, all'epoca della sua prima uscita, per via del testo, che sembrava incoraggiare apertamente l'uso di ecstasy, citando, tra l'altro versi del già di per sé controverso Jimi Hendrix, lo «Shuffle Remix» proposto qui presenta una traccia che, considerata un classico da molti, non è invecchiata neanche un po'.
Per il resto, la raccolta contiene alcune canzoni, quali "Zing" degli Yo2Go (scritta, tra l'altro, dallo stesso Boy George), che non riescono ad uscire dal cliché dance più tipico e abusato, ed altri momenti degni di nota, dei quali bisogna menzionare almeno "Dreamtime", composta sempre da George, con la nuova corista principale dei Culture Club, Zee "Asha" Cowling, unica vera erede della mai abbastanza rimpianta Helen Terry (così la presenta il cantante stesso, nell'imbarazzata introduzione al concerto della riunione della band, svoltosi a New York, nel 1998, e confluito poi nella citata doppia raccolta/live, dove si è visto costretto a specificare il fatto, per non deludere le aspettative, ma conscio, al contempo, di farlo). Quanto alla Terry, prima in rotta con il Boy, per averla dichiarata lesbica nella sua prima autobiografia del 1995 (Take It Like A Man, scritta con Spencer Bright, e pubblicata dalla Sidgwik & Jackson, a Londra), poi sempre più impegnata nella sua nuova carriera di regista di film, documentari e programmi TV, variamente correlati alla musica (prima su tutti, la celebre trasmissione che riprende la premiazione britannica dei cosiddetti "Brit Awards"), non sembra avere alcuna intenzione di rubare il posto alla Cowling, che sta incominciando così a radunare un séguito sempre più ampio di fans, a tal punto che, spesso, qualcuno si è lamentato della sua assenza, in veste di cantante solista o di corista che sia, sulle compilation di mix di DJ George. Il brano qui interpretato da Zee, compare nella versione remix di Quivver, coerentemente intitolata «Quivver Remix», remixer di talento che, di recente, ha lavorato frequentemente con Boy George, nonché per il suo ex gruppo (un lunghissimo extended remix di "Do You Really Want to Hurt Me" figura infatti sul CD singolo del singolo del comeback dei Culture Club, "I Just Wanna Be Loved", che, grazie al Numero 4 raggiunto dalla traccia, nella relativa classifica del Regno Unito, ha goduto di un'estesissima diffusione (almeno nella madrepatria, anche se non è mai uscita negli USA).
Le prime 10 000 copie di Lucky for Some includevano, come accennato, un CD bonus, contenente una serie di pezzi a cappella, pensati per chi desiderasse realizzare i propri personali mix, utilizzando i brani proposti, e un altro paio di bonus tracks cantate. Il libretto accluso al CD contiene, invece, la storia dell'etichetta indipendente More Protein, dalla creazione al successo, passando per la lunga e faticosa gavetta degli anni più oscuri, raccontata dallo stesso Boy George, con il suo solito umorismo e un'arguzia che, dopo lo scetticismo iniziale e l'incredulità generale, è diventata ormai uno dei suoi connotati più distintivi, quasi un marchio di fabbrica caratteriale.
Comprendendo, per la maggior parte, una serie di groove classici, come detto, in perfetto ed armonico equilibrio tra dance, house e pop rock in generale, e i corrispettivi sottostili in particolare, questa collection rappresenta un'eccellente introduzione al catalogo, ormai ben fornito, della More Protein, che, dall'uscita del primo timido tentativo, rappresentato dall'esperimento di "After the Love", scritta da George (assieme al batterista, ex Culture Club ed ex amante - non out, uno di quei giovani incoraggiati ad uscire allo scoperto dalla Lou nel primo CD - Jon Moss, all'epoca momentaneamente ritrovato) e celato dietro il doppio pseudonimo di Angela Dust (ad indicare il compositore/neo-produttore) e Jesus Loves You (a connotare, invece, il nuovo, fittizio gruppo, più che altro, un progetto parallelo, anche se ne conseguirà un'eredità a dir poco fondamentale per il Boy George relativamente più recente, costituita dal chitarrista cipriota auto-didatta, vero e proprio mostro sacro dello strumento, che comporrà e produrrà un notevole numero di brani dell'ultima decade e mezzo di storia musicale del Boy), di strada ne ha fatta parecchia, tanto che ormai i numerosi nomi d'arte che George O'Dowd continua ad usare non hanno più lo stesso significato di una volta.
Infatti, all'epoca di «Angela Dust», questo stesso pseudonimo e quello correlato di «Jesus Loves You», al di là delle discutibilmente "poetiche" associazioni (tra l'altro, fra loro apertamente contrastanti: l'accenno agli stupefacenti in "la polvere degli angeli", per la singola persona, e il suggerimento religioso di "Gesù ti ama", per la band), servivano, di fatto, soprattutto ad evitare di compromettersi irrimediabilmente, in caso di disastroso fallimento (che disastroso, nonostante alti e bassi, non è mai stato veramente). Oggi, invece, i vari «Colein», «Cultural Diversion» e quant'altro non fanno che aggiungere altri strati di creatività formale a dei contenuti indipendentemente originali e musicalmente liberatòri, ormai apprezzati dalla maggior parte dei fans, vecchi e nuovi, compresi i detrattori del George cantante soul, che sia blue-eyed o white soul, che hanno trovato nel DJ dance/house una nuova fonte di espressione artistica, genericamente veicolata dall'elettronica, spesso criticabile per un eclettismo, nella selezione dei mix, che rasenta, a tratti, la follia schizofrenica, ma che qui raggiunge, forse, il suo apice massimo.

## Tracce

### CD 1
1. Aquarius (Ingram, Lewis, Mitchell, Plaskett, Dotch) - Freddy & Herman – 7:39
2. Doors To Manual (Ghost, O'Dowd, Stevens) - The RAG Dolls – 2:08
3. See Through (Craig, Hay, Moss, O'Dowd, Shorten) "MPC's Remix" - CD:UK – 5:54
4. A Kind Of Loving (Frost, O'Dowd) - FrostyBoy featuring Eve Gallagher – 4:24
5. Run de Dance (Faber, Graham) - RudeBoy featuring Spee – 3:45
6. Liberation (Neale, Themis, Koglin) - Lippy Lou – 3:35
7. Zing (Faber, McKoy) - Yo2Go – 5:52
8. Theme From Belleville (Faber, Amine) - The Belleville A Cappella Choir aka Belville – 5:56
9. Generations of Love (Geary, O'Dowd, Rogers) "TimeWriter Remix" - Jesus Loves You – 6:44
10. Everything Starts with an «E» (Geary, Healy, O'Dowd, Rogers) "Shuffle Remix" - E-Zee Possee – 5:15
11. Dreamtime (Cowling, O'Dowd, Koglin) "Quivver Remix" - Zee – 6:10
12. Let Love Come Down (Duggan, Freegard) "Tomislav Remix" - Colein – 5:58
13. Freedom (Havens) - The Armchair Resistance & Amanda Ghost – 6:41

### CD 2 (Bonus Disc)
1. Everything Starts with an «E» (Geary, Healy, O'Dowd, Rogers) "Acapella" - E-Zee Possee – 3:57
2. A Kind of Loving (Frost, O'Dowd) "Acapella" - FrostyBoy – 3:08
3. Dreamtime (Cowling, O'Dowd, Koglin) "Acapella" - Zee - 3:04
4. Let Love Come Down (Duggan, Freegard) "Acapella" - Colein – 3:46
5. Lies (N.D.) "Acapella" - The MPC's – 2:10
6. The Girl From Ipanema (de Moraes, Gimbel, Jobim) "Acapella" - Boogie Macs – 2:14
7. Generations of Love (Geary, O'Dowd, Rogers) "Acapella" - Jesus Loves You – 5:46

## Credits
- Boy George: performer principale, selezione e mix brani, editing, note interne libretto
- Rudeboy, Eve Gallagher, Lippy Lou, The Rag Dolls, Colein, Jesus Loves You, The Belleville a Cappella Choir, Amanda Ghost, Boogie Macs: performers
- Quivver, Chris Liebing, The TimeWriter, Andrew Wooden: remix
- Bel: selezione brani, editing
- Wilhelm Finger: design

## Curiosità
- Il brano "See Through", qui accreditato a un misterioso «CD:UK», rappresenta una versione completamente stravolta, sia nell'arrangiamento che nella velocità (notevolmente aumentata, ai limiti del comico), della praticamente omonima (ma non omografa) "See Thru" dei Culture Club, del 1999, inclusa sull'album della riunione della band, Don't Mind If I Do, e già comparsa, in una versione similmente remixata, nella prima DJ compilation indipendente di Boy George, Essential Mix, e lì attribuita a «Cultural Diversion», altro pseudonimo per la band. Lo stesso remix del pezzo figura anche nel cofanetto di 4 CD del gruppo, Culture Club - Box Set, pubblicato nel 2002.
- A differenza di tutti gli altri album da DJ di Boy George, solitamente molto eclettici e quasi disarmonici (mix estremi, più miscugli che miscele), questa raccolta risulta la più omogenea in assoluto, sia per i generi musicali scelti (che non si allontanano mai troppo dalla dance/house di base, con qualche incursione nel pop rock e nell'elettronica più spinta), sia per l'accostamento di brani non troppo dissimili, che si alternano con fluidità (pezzi dei medesimi autori e di autori simili o correlati sono collocati contigui oppure proposti uno vicino all'altro).

## Dettagli pubblicazione
| Paese | Data | Etichetta      | Formato | N° Catalogo |
| UK    | 2001 | J-Bird Records | CD      | I87178      |
|       | 2002 | More Protein   |         | UK-IMPCD5   |